# حسين نيهال أتسز
حسين نيهال أتسز (12 يناير 1905م - 11 ديسمبر 1975م) كاتب تركي ومنظّر ذو فكرانية تركية شاملة طورانية. محرر لأكثر من ثلاثين كتاباً ولعدد كبير من المقالات. كان معارضاً قوياً لحكومة عصمت إينونو وانتقده لتعاونه مع الشيوعيين في الاتحاد السوفياتي. اتُهم بالتعاطف مع الحكومة النازية،  والتخطيط لقلب نظام الحكم التركي. 

## حياته الشخصية
ولد نيهال آتسيز في 12 يناير في حي "قسم باشا" ، بمدينة اسطنبول. كان والده محمد نائل بك قائدا بالقوات البحرية، من عائلة "تشفتشي أوغلو" في مدينة "تورول" ، بمحافظة جوموش خانة بشمال شرق تركيا؛ ووالدته فاطمة الزهراء ابنة القائد البحري عثمان فوزي بك من عائلة "قاضي أوغلو" في طرابزون.
كان لنيهال آتسيز ولدين من زوجته الثانية بدرية آتسيز التي تزوجها عام 1935م وتطلقا عام 1975م، كما أن لديه ابنة بالتبني: 
1. ياغمور آتسيز، صحفي وكاتب يساري.
2. الدكتور بوغرا آتسيز، أكاديمي وكاتب قومي.
3. قانية آتسيز ابنته بالتبني.

كان لأتسيز شقيق أصغر لنجدت سانتشار، وهو أيضًا شخصية بارزة في أيديولوجية القومية التركية. 

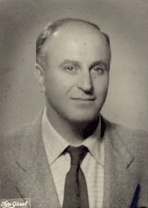
نجدت سانتشار الأخ الأصغر لحسين نيهال آتسيز.

## لقبه
عندما أصدر أتاتورك "قانون اللقب"، أصبح لزاماً على كل تركي أن يختار لقب لنفسه (اسم عائلة)، فاختار حسين نيهال لنفسه لقب "آتسيز"، الذي معناه باللغة التركية: "بدون اسم" أو "الشخص الذي لم يتخذ لنفسه اسمًا بعد"، لأنه في الثقافة التركية القديمة ينبغي عل الشخص أن يكون ناجحًا حتى يستحق اسمًا.

كان اسم "آتسيز" أيضًا اسمًا لاثنين على الأقل من الأمراء السلاجقة، علاء الدين أتسز (1098م - 1156م) والملك المعظم أتسز بن أوق الخوارزمي (توفي 1078م أو 1079م). 

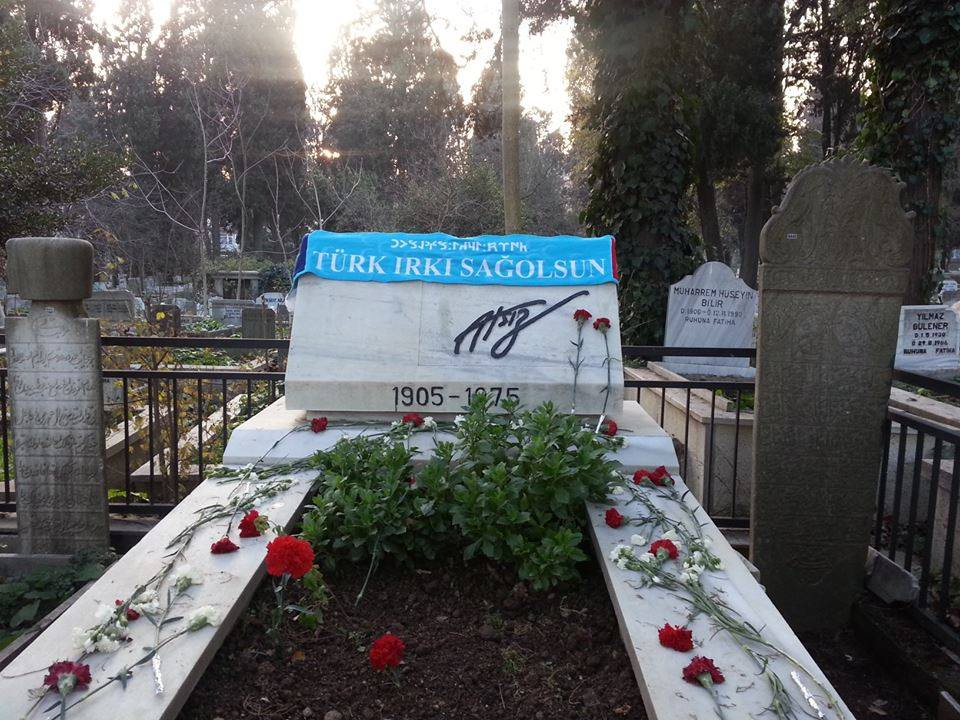
قبر نيهال آتسيز.